# Incrustation
 (mars 2024).
Si vous disposez d'ouvrages ou d'articles de référence ou si vous connaissez des sites web de qualité traitant du thème abordé ici, merci de compléter l'article en donnant les références utiles à sa vérifiabilité et en les liant à la section « Notes et références ».
L'incrustation est une technique d'effets visuels dans le domaine du cinéma, de la télévision et de la photo, qui consiste à intégrer dans une même image des objets filmés séparément ou des objets créés par ordinateur.

## Histoire
La généalogie de cette technique remonte aux spectacles de la lanterne magique réalisés par Henri Robin dans les années 1860, lorsqu'il faisait interagir le reflet d'acteurs cachés dans la fosse et les acteurs présents sur scène. Elle est imaginée par Lawrence W. Butler en 1940 pour le tournage du film Le Voleur de Bagdad, puis grandement améliorée à partir des années 1950 par Petro Vlahos, appelé procédé à la vapeur de sodium ou « écran jaune ».
En 1965, la Stewart Filmscreen Corp reçoit un Oscar technique pour la mise au point de la méthode de l’écran bleu.

## Technique

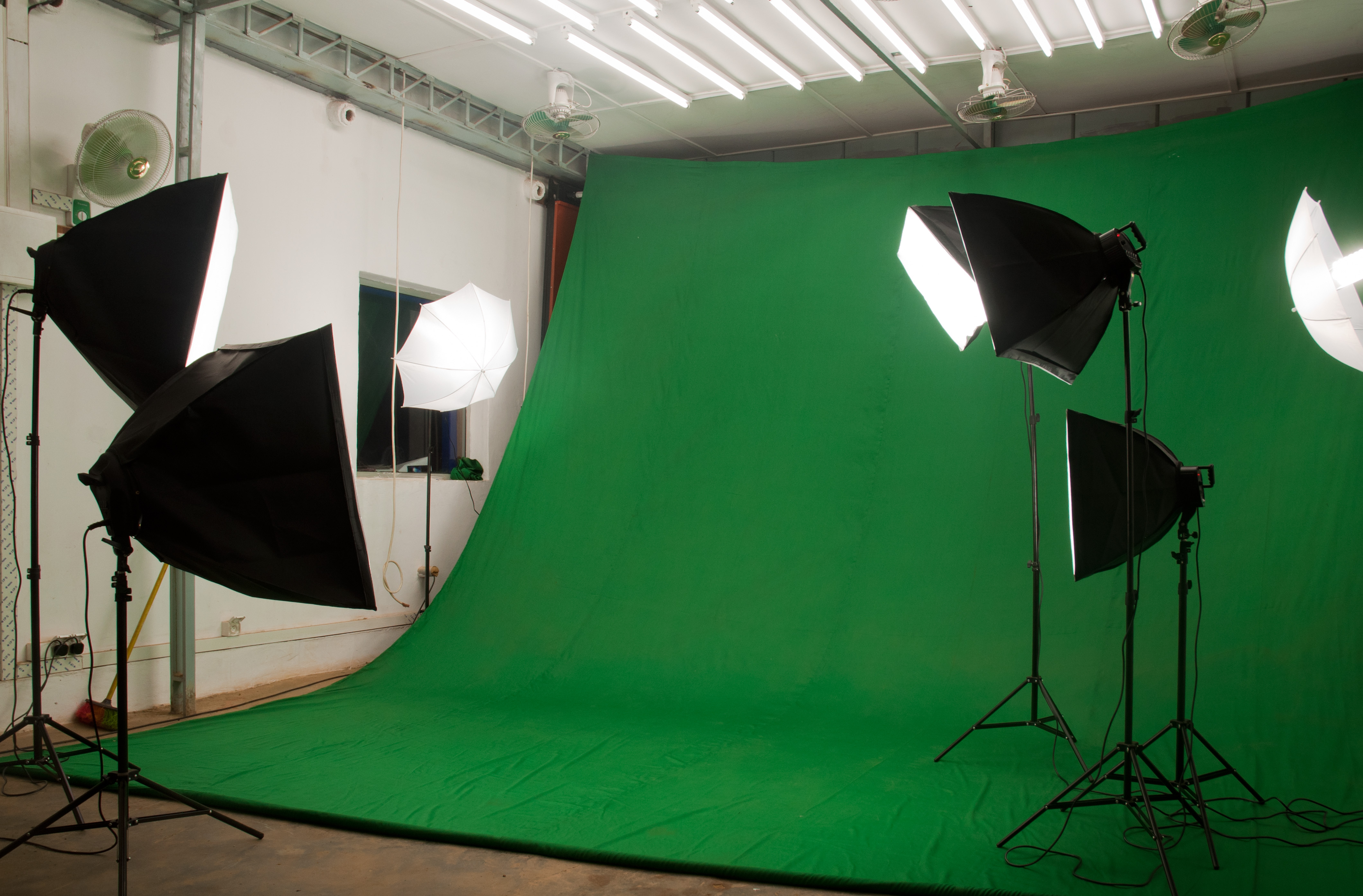
Studio photographique en incrustation à Ouagadougou.

Avec un film chimique (film cinématographique), le procédé de cache/contre-cache, traditionnellement matte ou matting, se déroule de la manière suivante :
1. On filme séparément un objet sur fond bleu ou vert et un décor ;
2. À partir de l'image de l'objet, on transforme le bleu du fond en un masque noir (chroma key, on a ainsi la silhouette de l'objet en transparent sur fond noir), ainsi qu'un masque complémentaire (on a ainsi la silhouette de l'objet en noir sur fond transparent) ;
3. Le premier masque est appliqué à l'objet (on a donc l'objet sur fond noir), le second est appliqué au décor (on a donc la silhouette de l'objet en noir sur le décor) ;
4. Cette pellicule est utilisée pour impressionner le négatif ; deux images successives (donc le décor sans l'objet et l'objet sans le décor) impressionnent la même image du négatif.

Le choix de la couleur verte est due à la matrice de Bayer situé aux abords du capteur numérique et servant à restituer les couleurs par matriçage. Cette matrice étant plus sensible à la couleur verte, le vert à donc été le choix pour les fonds d'incrustation. 

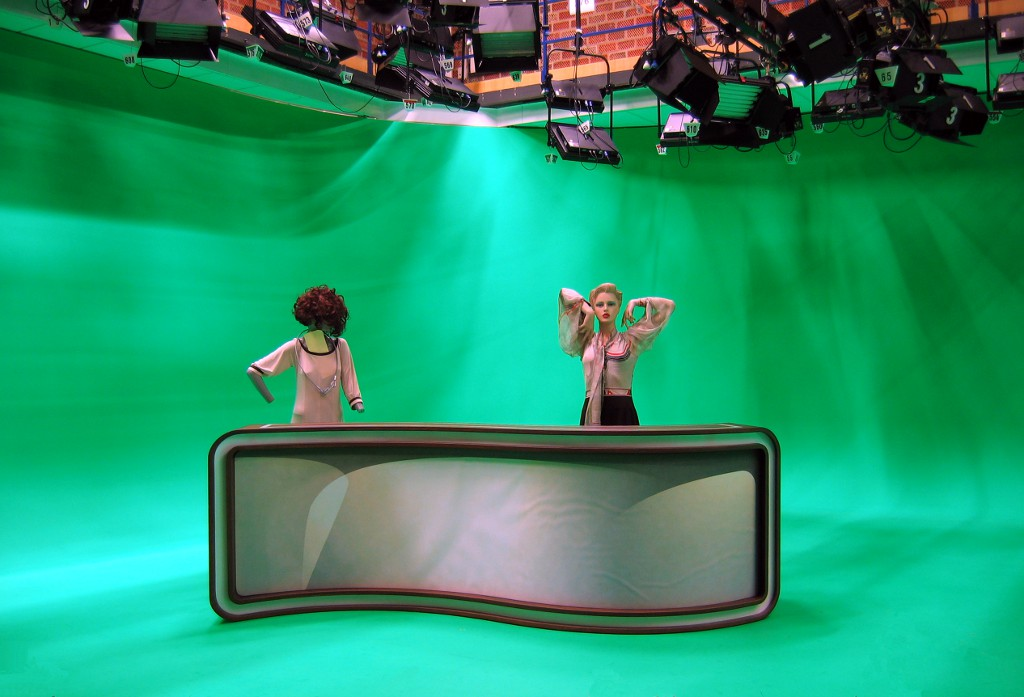
Studio de télévision en technique d'incrustation « fond vert ».

En vidéo, à la télévision et pour les réalisations cinématographiques tournées en numérique, l'incrustation peut être faite en direct ou en post-production au montage. Toutes les parties bleues ou vertes de l'image sont utilisées pour créer un signal de découpe : ce qui est bleu ou vert a une valeur de 1, alors que ce qui ne l'est pas a une valeur de 0. Le signal de découpe représentera donc dans son ensemble une silhouette noire sur un fond blanc. Il permettra de montrer l'arrière-plan à la place du blanc, en incrustant l'image des personnages dans les zones restées noires. Si le signal de découpe a une valeur intermédiaire entre 0 et 1, il permet de superposer les deux images, par exemple pour récupérer une ombre portée. On peut aussi inverser une incrustation.
Le fond bleu se rapproche de la couleur complémentaire de la chair, donc le contraste de chrominance est optimal. Néanmoins, avec la vidéo numérique, le vert est de plus en plus utilisé car c'est la couleur primaire la plus lumineuse en vidéo, elle disposera donc d'un meilleur contraste de luminance vis-à-vis de l'objet à incruster (à cause du codage YUV, le vert est directement rapporté à la luminance). Si l'objet ou le personnage porte du maquillage ou un vêtement bleu, la partie devient « invisible ». Ce type d'effet pour la télévision a été beaucoup utilisé par Jean-Christophe Averty. En cinéma, on trouve aussi sa trace dans un film de 1966 qui se nomme Le Fantôme au Bikini invisible.
Les bords de l'objet filmé sur fond bleu posent parfois problème, notamment dans le cas de cheveux, on a alors un artefact appelé « tache bleue » (blue spill)